# Elecciones a la Junta General del Principado de Asturias de 1995
Las elecciones a la Junta General del Principado de Asturias de 1995 se celebraron el 28 de mayo. A pesar de que Rodríguez Vigil tuvo que dimitir en 1993 debido al escándalo del petromocho el PSOE agotó la legislatura. Sergio Marqués, del Partido Popular, sucedió a Antonio Trevín, que había cogido las riendas del gobierno del Principado después de la dimisión de su compañero de partido. Por primera vez en Asturias no resultó vencedor el PSOE y por primera vez no accedió el gobierno del Principado. El CDS, al igual que en el resto de España, vio como perdía su representación política en la Junta. 
Aunque la suma de diputados de PSOE e IU otorgaba mayoría a la izquierda, este último partido decidió no apoyar al candidato del PSOE, hecho que se conoció como "la pinza" entre IU y el PP, término habitual en estas situaciones. 
Sin embargo el 30 de noviembre de 1998 , junto con otros 4 diputados populares, abandonaron el Grupo Popular e ingresaron en el Grupo Mixto, fundando más tarde Unión Renovadora Asturiana (URAS). De este modo Sergio Marqués gobernó hasta el final de la legislatura en minoría, pese a una moción de censura presentada por el PP para impedirlo, la cual fue rechazada por la cámara.

## Resultados
| ← Elecciones a la Junta General del Principado de Asturias de 1995 → |                                                            |                   |         |       |         |     |
| Presidente y gobierno | Partido                                                    | Candidato         | Votos   | %     | Escaños | +/- |
| - Presidente: Sergio Marqués - Gobierno: PP - Censo: 945.105 - Votantes: 652.640 (69,05%) - Abstención: 292.465 (30,95%) - Válidos: 648.820 - A candidatura: 641.165 (98,8%) | Partido Popular (PP)                                       | Sergio Marqués    | 272.495 | 42,00 | 21      | +6  |
| - Presidente: Sergio Marqués - Gobierno: PP - Censo: 945.105 - Votantes: 652.640 (69,05%) - Abstención: 292.465 (30,95%) - Válidos: 648.820 - A candidatura: 641.165 (98,8%) | Partido Socialista Obrero Español (PSOE)                   | Antonio Trevín    | 219.527 | 33,83 | 17      | -4  |
| - Presidente: Sergio Marqués - Gobierno: PP - Censo: 945.105 - Votantes: 652.640 (69,05%) - Abstención: 292.465 (30,95%) - Válidos: 648.820 - A candidatura: 641.165 (98,8%) | Izquierda Unida (IU)                                       | Gaspar Llamazares | 106.538 | 16,42 | 6       | =   |
| - Presidente: Sergio Marqués - Gobierno: PP - Censo: 945.105 - Votantes: 652.640 (69,05%) - Abstención: 292.465 (30,95%) - Válidos: 648.820 - A candidatura: 641.165 (98,8%) | Partíu Asturianista (PAS)                                  | Xuan Xosé Sánchez | 20.669  | 3,19  | 1       | =a  |
| - Presidente: Sergio Marqués - Gobierno: PP - Censo: 945.105 - Votantes: 652.640 (69,05%) - Abstención: 292.465 (30,95%) - Válidos: 648.820 - A candidatura: 641.165 (98,8%) | Centristas Asturianos-Centro Democrático y Social (CA-CDS) |                   | 11.555  | 1,78  | 0       | -2  |
| - Presidente: Sergio Marqués - Gobierno: PP - Censo: 945.105 - Votantes: 652.640 (69,05%) - Abstención: 292.465 (30,95%) - Válidos: 648.820 - A candidatura: 641.165 (98,8%) | Los Verdes de Asturies (LV)                                |                   | 4.504   | 0,69  | 0       |     |
| - Presidente: Sergio Marqués - Gobierno: PP - Censo: 945.105 - Votantes: 652.640 (69,05%) - Abstención: 292.465 (30,95%) - Válidos: 648.820 - A candidatura: 641.165 (98,8%) | Liga Asturiana (LA)                                        |                   | 1.959   | 0,30  | 0       |     |
| - Presidente: Sergio Marqués - Gobierno: PP - Censo: 945.105 - Votantes: 652.640 (69,05%) - Abstención: 292.465 (30,95%) - Válidos: 648.820 - A candidatura: 641.165 (98,8%) | Andecha Astur (AA)                                         |                   | 1.948   | 0,30  | 0       |     |
| - Presidente: Sergio Marqués - Gobierno: PP - Censo: 945.105 - Votantes: 652.640 (69,05%) - Abstención: 292.465 (30,95%) - Válidos: 648.820 - A candidatura: 641.165 (98,8%) | Partido Comunista de los Pueblos de España (PCPE)          |                   | 1.108   | 0,17  | 0       |     |
| - Presidente: Sergio Marqués - Gobierno: PP - Censo: 945.105 - Votantes: 652.640 (69,05%) - Abstención: 292.465 (30,95%) - Válidos: 648.820 - A candidatura: 641.165 (98,8%) | Conceyu Astur (CONCEYU)                                    |                   | 862     | 0,13  | 0       |     |
| - Presidente: Sergio Marqués - Gobierno: PP - Censo: 945.105 - Votantes: 652.640 (69,05%) - Abstención: 292.465 (30,95%) - Válidos: 648.820 - A candidatura: 641.165 (98,8%) | En blanco                                                  | N/A               | 7.655   | 1,20  | N/A     | N/A |
| - Presidente: Sergio Marqués - Gobierno: PP - Censo: 945.105 - Votantes: 652.640 (69,05%) - Abstención: 292.465 (30,95%) - Válidos: 648.820 - A candidatura: 641.165 (98,8%) | Nulos                                                      | N/A               | 3.820   | 0,40  | N/A     | N/A |

a Respecto a los resultados de Coalición Asturiana en 1991.

## Por circunscripciones
| Circunscripción central |                                                            |         |        |         |     |
| Resultados | Candidatura                                                | Votos   | %      | Escaños | +/- |
| - Censo: 747.113 - Votantes: 515.148 (68,95%) - Abstención: 231.965 (31,25%) - Blancos: 6.271 (0,84%) - Nulos: 2.792 (0,37%) | Partido Popular (PP)                                       | 215.265 | 42,54% | 15      | 5   |
| - Censo: 747.113 - Votantes: 515.148 (68,95%) - Abstención: 231.965 (31,25%) - Blancos: 6.271 (0,84%) - Nulos: 2.792 (0,37%) | Partido Socialista Obrero Español (PSOE)                   | 160.691 | 31,75% | 11      | 2   |
| - Censo: 747.113 - Votantes: 515.148 (68,95%) - Abstención: 231.965 (31,25%) - Blancos: 6.271 (0,84%) - Nulos: 2.792 (0,37%) | Izquierda Unida (IU)                                       | 95.383  | 18,85% | 6       | =   |
| - Censo: 747.113 - Votantes: 515.148 (68,95%) - Abstención: 231.965 (31,25%) - Blancos: 6.271 (0,84%) - Nulos: 2.792 (0,37%) | Partíu Asturianista (PAS)                                  | 18.021  | 3,56%  | 1       | =   |
| - Censo: 747.113 - Votantes: 515.148 (68,95%) - Abstención: 231.965 (31,25%) - Blancos: 6.271 (0,84%) - Nulos: 2.792 (0,37%) | Centristas Asturianos-Centro Democrático y Social (CA-CDS) | 7.860   | 1,55%  | 0       | 2   |

| Circunscripción occidental                                                                                             |                                          |        |        |         |     |
| Resultados | Candidatura                              | Votos  | %      | Escaños | +/- |
| - Censo: 126.394 - Votantes: 85.738 (67,83%) - Abstención: 40.646 (32,17%) - Blancos: 839 (0,66%) - Nulos: 645 (0,51%) | Partido Socialista Obrero Español (PSOE) | 37.066 | 43,56% | 4       | 1   |
| - Censo: 126.394 - Votantes: 85.738 (67,83%) - Abstención: 40.646 (32,17%) - Blancos: 839 (0,66%) - Nulos: 645 (0,51%) | Partido Popular (PP)                     | 34.694 | 40,77% | 3       | =   |

| Circunscripción oriental                                                                                              |                                          |        |        |         |     |
| Resultados | Candidatura                              | Votos  | %      | Escaños | +/- |
| - Censo: 71.598 - Votantes: 51.465 (71,88%) - Abstención: 20.133 (28,12%) - Blancos: 545 (0,76%) - Nulos: 383 (0,53%) | Partido Popular (PP)                     | 22.536 | 44,12% | 3       | 1   |
| - Censo: 71.598 - Votantes: 51.465 (71,88%) - Abstención: 20.133 (28,12%) - Blancos: 545 (0,76%) - Nulos: 383 (0,53%) | Partido Socialista Obrero Español (PSOE) | 21.770 | 42,62% | 2       | 1   |